# Krupka-Bohosudov
Krupka-Bohosudov – stacja kolejowa w Krupce, w kraju usteckim, w Czechach. Znajduje się na wysokości 215 m n.p.m.
Jest zarządzana przez Správę železnic. Na stacji istnieje możliwości zakupu biletów i rezerwacji miejsc.

## Linie kolejowe
- 130 Ústí nad Labem – Chomutov